# Adrienne Lecouvreur

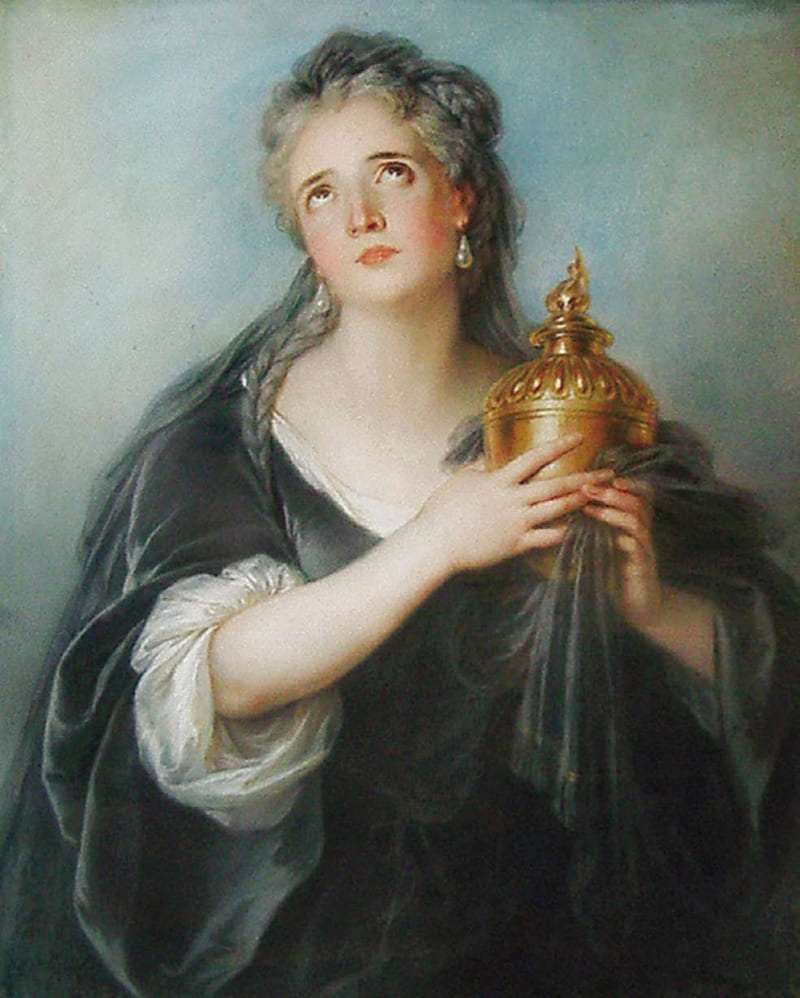
Adrienne Lecouvreur als „Cornelia“ in Pierre Corneilles Drama La Mort de Pompée, Porträt von Charles-Antoine Coypel (1726)

Adrienne Couvreur, genannt Lecouvreur, (* 5. April 1692 in Damery nahe Épernay; † 20. März 1730 in Paris) galt als bedeutendste französische Schauspielerin ihrer Zeit.

## Leben
Adrienne Lecouvreur war die Tochter einer Wäscherin und eines Rockmachers. Sie hatte ihr erstes Engagement im Theater von Lille und ging dann nach Paris, wo sie 1717 in Jean Racines Drama Mithridate erstmals auf sich aufmerksam machte. Im Juni desselben Jahres trat sie in die Comédie-Française ein, wo sie als tragische Heldin große Erfolge beim Publikum erzielte.
Lecouvreur hatte zahlreiche Affären, u. a. mit dem Feldherren Moritz Graf von Sachsen, einem illegitimen Sohn von Kurfürst August dem Starken. Dieses Liebesverhältnis und die darin begründete Rivalität mit der Herzogin von Bouillon wurde gerüchteweise mit ihrem überraschenden Tod im Alter von nur 37 Jahren in Verbindung gebracht. Tatsächlich ist sie wohl an einer „Unterleibsentzündung“ gestorben, und zwar in den Armen ihres Freundes Voltaire, dem sie sowohl künstlerisch wie persönlich eng verbunden war. Wenige Tage vor ihrem Tod hatte sie noch in der Rolle der Jokaste aus Voltaires Ödipus auf der Bühne gestanden.
Die Kirche, der die Schauspielerei als eine verrufene Tätigkeit galt, verweigerte ihr ein christliches Begräbnis, und sie wurde ohne Beisein eines Priesters in der Uferböschung der Seine, auf dem heutigen Champ de Mars, bestattet. Dieser Umstand veranlasste Voltaire zur Ode La mort de Mademoiselle Lecouvreur mit den Schlussversen: «Dieux! pourquoi mon pays n’est-il plus la patrie / Et de la gloire et des talents?» („Himmel! Warum ist mein Land nicht mehr die Heimat / Sowohl des Ruhms als auch der Talente?“)
Die Verehrung, die ihr noch über den Tod hinaus zuteilwurde, und die aufklärerische Kirchenkritik, die sich dabei manifestierte, drückt sich in der kurzen Passage aus dem Règlement pour l’Opéra de Paris, avec des notes historiques eines „Monsieur de Querlon“ (Pseudonym) von 1743 aus: «Toi qui méritais des autels, et qu’un cruel préjugé priva du tombeau, divine Le Couvreur, qu’il me soit permis de jeter en passant quelques fleurs sur tes cendres indignées de notre barbarie. [...] Le temps qui abat les fières Pyramides et qui ruine les orgueilleux monuments ne peut rien contre ta mémoire.» („Du, die Altäre verdiente und durch ein grausames Vorurteil des Grabes beraubt worden ist, göttliche Le Couvreur, es sei mir erlaubt im Vorbeigehen einige Blumen zu deiner Asche zu legen, die sich über unsere Barbarei empört. [...] Die Zeit, die die stolzen Pyramiden niederringt und die hochmütigen Monumente zerstört, vermag nichts gegen die Erinnerung an Dich.“)

## Bühne und Film
Die Geschichte der Adrienne Lecouvreur war Stoff für ein Theaterstück von Eugène Scribe (1849, dt. von Th. G. Hermann 1850), eine Oper von Francesco Cilea (Adriana Lecouvreur, Uraufführung 1902 mit Enrico Caruso, Tonaufnahme 1954 mit Maria Callas) und eine Operette (Adrienne) von Walter Wilhelm Goetze sowie für drei Verfilmungen namens Adrienne Lecouvreur (1913, 1938 und 1955), die erste davon mit Sarah Bernhardt in der Hauptrolle. Giuseppe Verdi erwog für kurze Zeit, ein Musikwerk über die Schauspielerin zu verfassen.